# 那須家住宅
那須家住宅（なすけじゅうたく）は、宮崎県東臼杵郡椎葉村にある歴史的建造物。国の重要文化財。鶴富屋敷とも呼ばれる。

## 概要
江戸時代後期の文政年間（1818年 - 1829年）の建築と推定される。家屋前面に縁を設け、そこに仏間、客間、寝間、居間を横一列に配した横長の建物で、並列型民家と呼ばれるこの地方の代表的な形式である。桁行は25.09m、梁間は8.64mである。寄棟造の屋根は、もとは茅葺きだったが昭和38年（1963年）に表面を銅板で覆われた。
昭和31年（1956年）6月28日に国の重要文化財に指定された。

## 施設情報
- 開館時間：9時 - 17時、年中無休
- 入館料：大人200円（隣接する椎葉民俗芸能博物館との共通券の場合は430円）
- 事前に予約をすると、屋敷内で食事をすることができる。また、隣接する館に宿泊することもできる[1]。

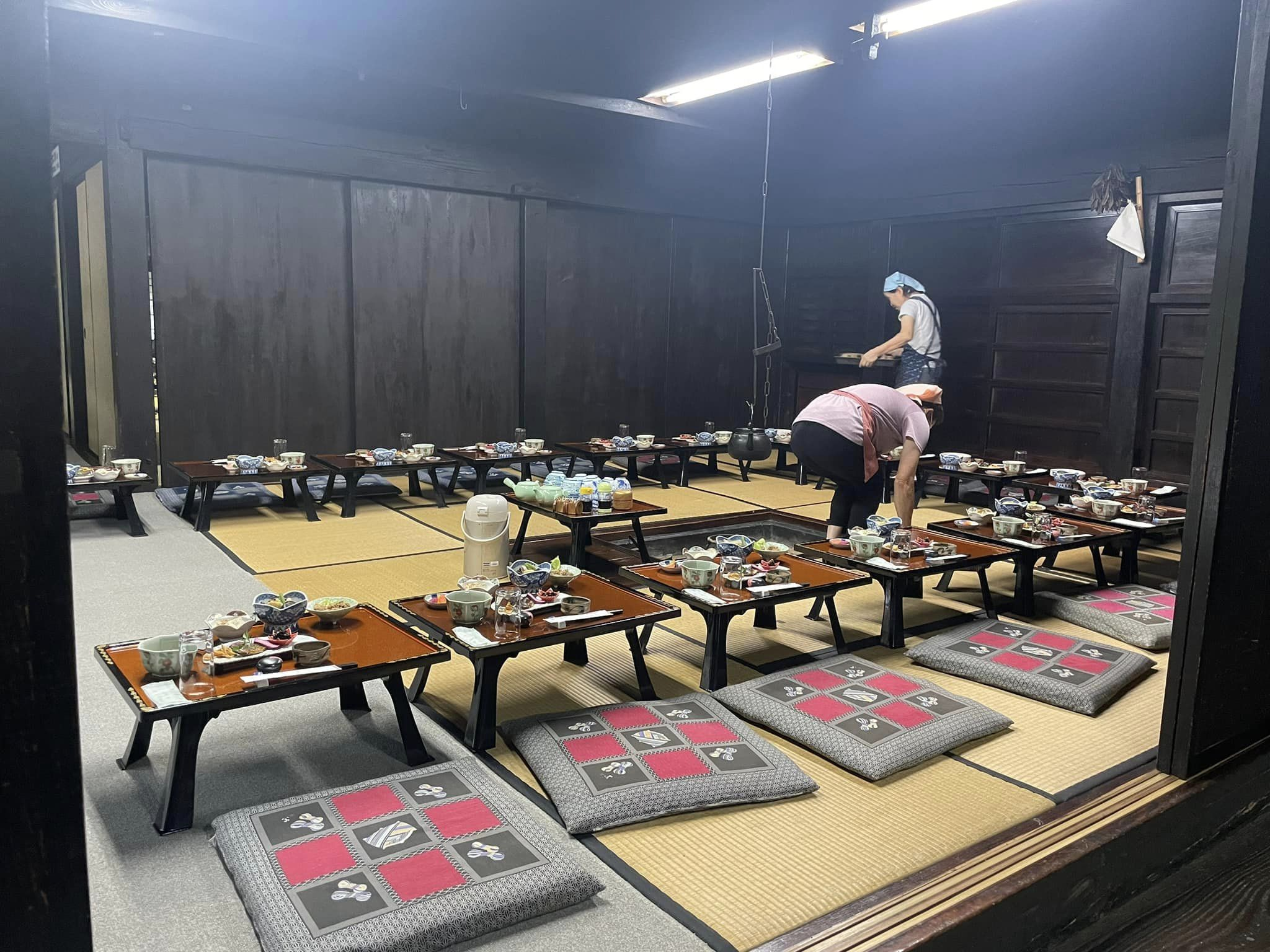
鶴富屋敷内での食事会準備風景